# Dipodium elegantulum
Dipodium elegantulum es una especie  de orquídea de hábitos terrestres. Es originaria de Australia.

## Descripción
Dipodium elegantulum es una orquídea de tamaño mediano a grande, con hábito terrestre y con una sola hoja grande, profundamente acanalada que se ha desarrollado plenamente en la floración y que se produce en el invierno y la primavera  en una inflorescencia erecta de 50 a 80 cm de largo, con 20 a 60 flores.

## Distribución y hábitat
Se encuentra en Queensland en elevaciones de 300 a 800 metros en escasos bosques abiertos y bosques verdes. 

## Taxonomía
Dipodium elegantulum  fue descrita por David Lloyd Jones  y publicado en Australian Orchid Research 2: 50. 1991.